# Prljavo Kazalište
Prljavo Kazalište (kroatisch ‚schmutziges Theater‘) ist eine kroatische und ehemals jugoslawische Rock-Gruppe aus dem Zagreber Arbeiterviertel Dubrava. Die Rockband wurde 1977 gegründet und zählte neben den Parni Valjak oder Crvena Jabuka zu den bekanntesten Musikbands im damaligen Jugoslawien. Während ihrer Entwicklung haben sie ihre Musikrichtungen geändert, von Punk und Ska (in ihren ersten Alben), zu späteren Pop- und Rockklängen. Die Gruppe schildert politische Ereignisse und den Zustand im Staat.

## Geschichte
Die Gruppe wurde in 1977 von Jasenko Houra, der von dem Rolling-Stones-Konzert 1976 in Zagreb sehr beeinflusst wurde, gegründet. Seine ersten Mitarbeiter waren die Mitglieder der ehemaligen Punk-Gruppe Ciferšlus (kroatisch ugs. für Reißverschluss). Die Gruppe wurde nach einer Episode des Comicstrips Alan Ford benannt und hieß nun Prljavo Kazalište. Ihr erster Auftritt war auf dem Polets-Konzert 1978.
1979 wurde ihr erstes Album Prljavo Kazalište veröffentlicht. Das Cover ist den Rolling Stones gewidmet, zu sehen sind Jaggers zerschnittene Zunge und ein mit einer Sicherheitsnadel gepiercter Mund.
1980 kam das zweite Album Crno Bijeli Svijet (Schwarz-Weiße Welt) heraus. Die Lieder Mi Plešemo (Wir Tanzen) und Crno Bijeli Svijet wurden zu Evergreens der inländischen Pop- und Rockszene.
1988 wurde das Album Zaustavite Zemlju (Stoppt die Erde) veröffentlicht. Dieses Album enthält die Ballade Mojoj Majci...Ruža Hrvatska (Meiner Mutter... Kroatische Rose), die Houras Mutter gewidmet ist. Mit diesem Lied haben sie viel riskiert, weil das Wort kroatisch in dieser Zeit verpönt war. Dieses Lied machte sie im Inland noch berühmter.
Der große Durchbruch kam mit dem legendären Konzert am 17. Oktober 1989, das auf dem Platz der Republik (heute Platz Ban Josip Jelačić) trotz eines Verbotes der damaligen Regierung stattfand.
In ihren nächsten Alben (Devedeseta, Lupi Petama), die 1990 und 1993 veröffentlicht wurden, besingen und kritisieren sie die Situation der kroatischen Nachkriegsgesellschaft.
Das Lied Uzalud vam Trud Svirači (Musiker, Eure Mühe ist vergeblich), ist mit Hilfe der Tamburizzaspieler gespielt und Slawonien, das durch den Krieg sehr gelitten hat, gewidmet.
2001 wurde Sve je lako kad si mlad (Alles ist leicht wenn Du jung bist), ein Set von vier CDs, als Überblick ihrer ganzen Karriere veröffentlicht.
Mit den letzten zwei Alben, 2003 Radio Dubrava (Rundfunk Dubrava) und 2005 Moj dom je Hrvatska (Meine Heimat ist Kroatien), setzt die Gruppe ihre Gesellschaftskritik fort.
Nach 26 Jahren trat die Band 2012 wieder in der serbischen Hauptstadt Belgrad auf.

## Auszeichnungen
- 1994: Porin – Das beste Rock-Album, Dani ponosa i slave
- 1998: Porin – Das beste Rock-Album, S vremena na vrijeme
- 1999: Porin – Lupi petama – für das Lied Uzalud vam trud svirači
- 2001: Die Silberne Schallplatte für das Album Radio Dubrava

## Diskografie
Studioalben
- 1979: Prljavo Kazalište
- 1980: Crno bijeli svijet
- 1981: Heroj ulice
- 1983: Korak do sna
- 1985: Zlatne godine
- 1988: Zaustavite zemlju
- 1990: Devedeseta
- 1993: Lupi petama...
- 1996: S vremena na vrijeme
- 1998: Dani ponosa i slave
- 2003: Radio Dubrava
- 2005: Moj dom je Hrvatska
- 2008: Tajno Ime
- 2012: Možda dogodine
- 2023: Underground

Livealben
- 1989: Sve je lako kad si mlad - Live (HR: Silber)[3]
- 1994: Zabranjeni Koncert
- 1995: Božićni Koncert 27.12.1994
- 2019: XL World Tour Finale - Stadion Zagreb
- 2020: 30 Godina od Koncerta na trgu - Arena Zagreb

Singles (Auswahl)
- 1980: Crno bijeli svijet
- 1981: Heroj ulice
- 1985: Ne Zovi Mama Doktora
- 1985: Ma kog me boga za tebe pitaju
- 1988: Marina
- 1988: Mojoj Majci
- 1988: Moj Bijeli Labude
- 1993: Uzalud Vam Trud Svirači
- 1993: Kiše Jesenje
- 1993: Tu Noć Kad Si Se Udavala
- 1996: Korak Po Korak
- 1998: Ako Tražiš Nekoga
- 2003: Previše Suza U Mom Pivu